# Kubuś Puchatek i jego troski
Kubuś Puchatek i jego troski (ros. Винни-Пух и день забот, Winni-Puch i dień zabot) – radziecki film animowany z 1972 roku oparty na dziele A.A. Milne’a pt. Kubuś Puchatek. Film Kubuś Puchatek i jego troski jest trzecim filmem z serii o Misiu Puchatku.

## Obsada (głosy)
- Jewgienij Leonow jako Kubuś Puchatek
- Ija Sawwina jako Prosiaczek
- Erast Garin jako Kłapouchy
- Zinaida Naryszkina jako Sowa
- Władimir Osieniew jako narrator

## Nagrody
- 1976: Nagroda Państwowa ZSRR dla Fiodora Chitruka za serię filmów animowanych o Kubusiu Puchatku (1968, 1971, 1972)

## Wersja polska
Wersja wydana na DVD w serii: Bajki rosyjskie – kolekcja: Miś Puszatek. Zawiera wszystkie trzy filmy z serii. Dystrybucja: SDT Film.